# 마글리오 오르도녜스
마글리오 호세 오르도녜스 델가도(Magglio José Ordóñez Delgado, 1974년 1월 28일 ~ )는 베네수엘라 출신의 야구 선수이자, 전 미국 메이저 리그 디트로이트 타이거스의 선수이다.

## 선수 활동

### 디트로이트 타이거스 시절
존나잘함

## 수상 경력
- 2007년 아메리칸리그 타율 1위
- 2002년 아메리칸리그 실버슬러거 외야수부문
- 2000년 아메리칸리그 실버슬러거 외야수부문